# Снежен сън
Снежен сън е трета песен от албума „Албумът“ на българския поп-рок дует Дони и Момчил, издадена през 1993 година. През 1995 година е представена във видео компилацията „Акустичният концерт“, а през 2003 година излиза в ремикс албум „Колекцията“.

## Изпълнители
- Добрин Векилов – музика, текст
- Момчил Колев – вокал, музика, аранжимент

## Текст
Северен вятър вее деня

сребърни капки се ронят

приказни феи пътуват в шейна

слънцето те ще прогонят.

Снежен сън покрива земята

с бяла ефирна мъгла

снежен сън, ежти тишината

затворена няма врата.

Слънцето скрито във облак от сняг

прелива бързо във спомен,

ухаещ на дюни край морския бряг

от снежния облак отронен.